# Vladislav Mirchev
Vladislav Mirchev est un footballeur bulgare né le 23 janvier 1987 à Varna, évoluant au poste d'attaquant. Il est international espoirs bulgare où il compte 6 sélections pour 2 but.

## Carrière
- 2003-2005 : FK Spartak Varna (36 matchs, 9 buts)
- 2005-2006 : PSFC Chernomorets Bourgas (20 matchs, 8 buts)
- 2007-2008 : FK Spartak Varna (27 matchs, 6 but)
- 2008-2009 : BATE Borisov, prêt (10 matchs, 3 buts)
- 2009-2010 : Ancône Calcio (11 matchs, 0 buts)
- 2010-2011 : FK Spartak Varna (4 matchs, 0 buts)